# Троицкое (Монастырщинский район)
Троицкое — деревня в Монастырщинском районе Смоленской области России. Входит в состав Барсуковского сельского поселения. Население — 26 жителей (2007 год). 
Расположена в западной части области в 17 км к востоку от Монастырщины, в 19 км западнее автодороги А141 Орёл — Витебск, на берегу реки Вепрянка. В 22 км восточнее деревни расположена железнодорожная станция Починок на линии Смоленск — Рославль. 

## История
В годы Великой Отечественной войны деревня была оккупирована гитлеровскими войсками в июле 1941 года, освобождена в сентябре 1943 года.